# 혼슈

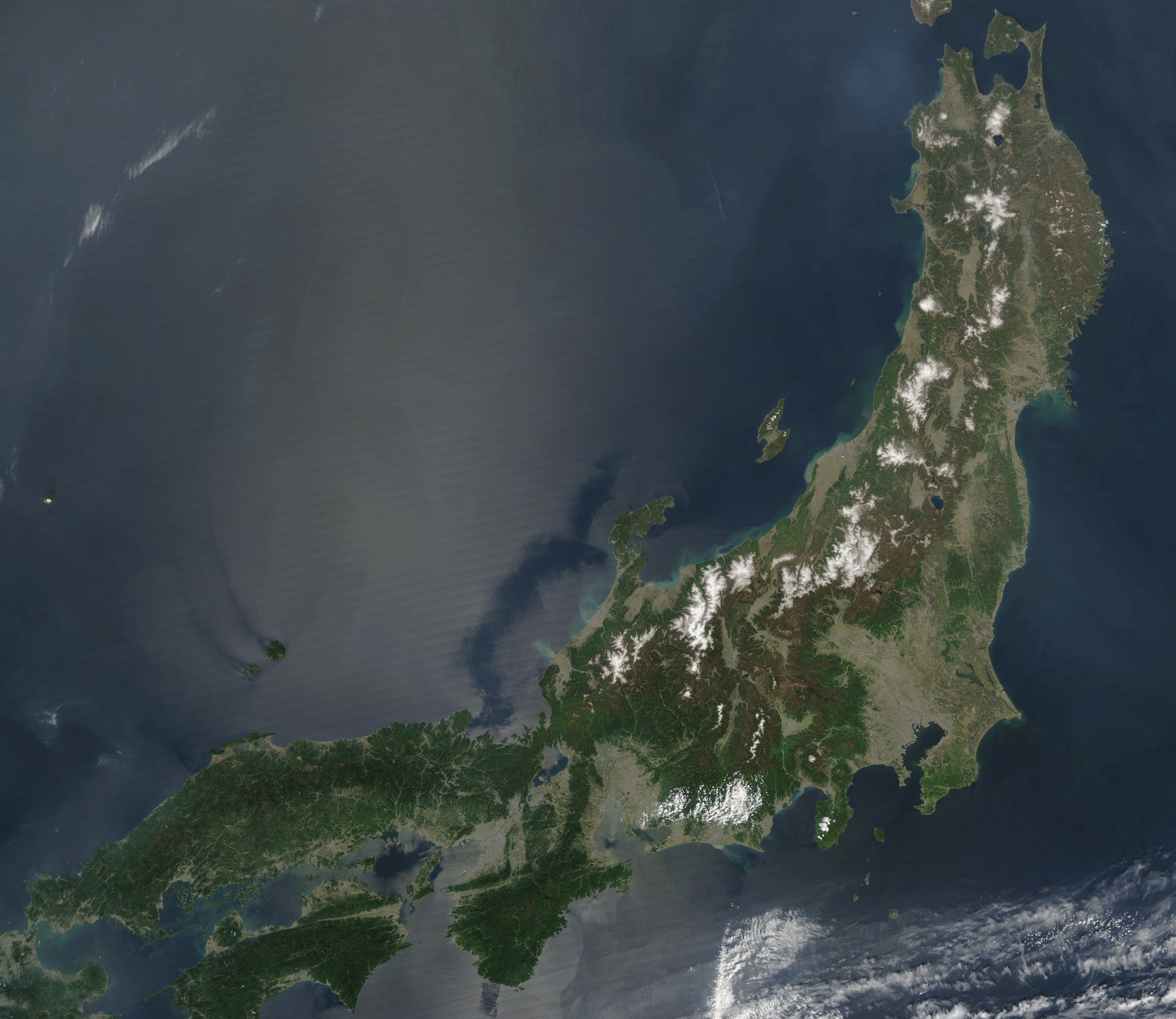
위성 이미지

혼슈(일본어: 本州 듣기 (도움말·정보))는 일본에서 가장 큰 섬이다. 북쪽으로 쓰가루 해협을 경계로 홋카이도가 있으며, 남쪽으로는 세토 내해를 사이에 두고 시코쿠가 있다. 남서쪽으로 간몬 해협을 끼고 규슈가 있다.
혼슈는 세계에서 인구 2위, 면적 7위인 섬이다. 혼슈 본섬과 부속도서를 합친 면적은 227,943 km2로 일본 전체 면적의 5분의 3을 차지하는데, 이는 대한민국 면적의 2.2배이고 남북한을 합친 면적(223,477 km2)과 비슷하다. 인구는 약 1억 300만 명으로, 대한민국 인구의 2배다.

## 개요
서쪽과 북쪽으로는 동해를 활모양으로 둘러 싸고 있는 궁상 열도(弓状列島)로 약 1,300km이다. 혼슈를 제외한 홋카이도, 오키나와, 오가사와라 제도 등에서는 혼슈를 내지(內地)라고도 부른다.

## 지리
혼슈는 일본 전체 면적의 60%를 차지하고, 일본 전체 인구의 81.6%를 점한다. 인구 비중이 높은 만큼 정치나 경제, 문화, 교육, 교통 등 거의 모든 분야에 있어 일본의 중심적 역할을 한다. 혼슈를 제외한 일본 열도 3대 섬(홋카이도, 규슈, 시코쿠)과는 다리(세토 대교 - 시코쿠)와 터널(세이칸 터널 - 홋카이도, 간몬 터널 - 규슈)로 연결된다.
- 최북단은 아오모리현 시모키타군 오마정의 오마자키(大間崎, 북위 41도 33부)이다.
- 최남단은 와카야마현 히가시무로군 구시모토정의 시오노미사키(潮岬, 북위 33도 26부)이다.
- 최동단은 이와테현 미야코시 도도가사키(とどヶ崎, 동경 142도 4부)이다.
- 최서단은 야마구치현 시모노세키시의 비사노하나(毘沙ノ鼻, 동경 130도 51부)이다.

## 기후
혼슈는 북위 41도부터 33도까지 길게 걸쳐있어 그 기후가 다양하다. 북쪽은 냉대 습윤 기후, 서안 해양성 기후가 나타나고 중부 쪽은 온난 습윤 기후, 온대 하우 기후가 나타나며 남쪽에는 아열대 기후가 나타난다.
혼슈의 최저 기온은 영하 35.5도이고 최고 기온은 영상 41.0도로 북쪽으로는 북위 42도에 있는 홋카이도와 비슷한 기후가, 남쪽으로는 북위 26도에 위치한 오키나와섬보다 더 더운 기후가 나타난다.

## 행정 구역
| - 도호쿠 지방 - 기타도호쿠 - 미야기현 - 아오모리현 - 아키타현 - 미나미도호쿠 - 야마가타현 - 이와테현 - 후쿠시마현 - 간토 지방 - 가나가와현 - 군마현 - 도치기현 - 도쿄도 - 사이타마현 - 이바라키현 - 지바현 | - 주부 지방 - 고신에쓰 지방 - 나가노현 - 니가타현 - 야마나시현 - 호쿠리쿠 지방 - 도야마현 - 이시카와현 - 후쿠이현 - 도카이 지방 - 기후현 - 시즈오카현 - 아이치현 | - 긴키 지방 - 교토부 - 나라현 - 미에현 - 시가현 - 오사카부 - 와카야마현 - 효고현 - 주고쿠 지방 - 산인 지방 - 돗토리현 - 시마네현 - 산요 지방 - 야마구치현 - 오카야마현 - 히로시마현 |

## 같이 보기
- 일본
- 도쿄도
- 오사카부
- 교토부
- 일본의 지방
- 규슈
- 홋카이도
- 시코쿠
- 오가사와라 제도
- 오키나와 제도